# 伍精华
伍精華（1931年2月17日—2007年10月19日）原名倮伍拉坡，彝族，四川冕寧人，曾任中共西藏自治區黨委書記。

## 生平
伍精華出身冕宁拖乌三大家支之一的倮伍家支，后先后就读西昌边民实验学校和西康省立第二边疆师范学校（肄业、现西昌学院）。1949年9月參加革命工作，同年11月加入中國共產黨。
1949年至1950年任中共四川省冕寧縣委宣傳部幹事。1950年參加中國人民解放軍。1953年後先後擔任中共四川省普雄縣工委委員，普格縣副縣長、縣長、縣勞協會主席，中共普格縣委副書記，中共涼山彝族自治州委委員、昭覺縣委第一書記兼縣人民武裝部政治委員，涼山彝族自治州州委書記處書記兼副州長。1966年「文化大革命」中受迫害。
1973年至1982年任四川省民委副主任、四川省革委會農業組副組長、中共四川省民工委副書記，國家民族事務委員會副主任，四川省人大常委會副主任、中共四川省委常委。期间开始推动彝文规范化。
1982年至1985年5月任國家民族事務委員會副主任、黨組副書記。1985年5月至1988年12月任中共西藏自治區黨委書記、西藏軍區政治委員兼軍區黨委第一書記。其在藏内执行较为宽松的政策，被称为“喇嘛书记”，但因任内骚乱频发、被胡锦涛撤换:94。
1988年12月至1993年4月任國家民委副主任、黨組副書記（正部長級）。1998年3月，第九届全国人大第一次会议上，他当选全国人民代表大会常务委员会委员。
中共八大、十二大、十三大、十四大代表，第十二屆、十三屆中央委員，第七屆全國人大代表，第八屆全國人大常委會委員、全國人大民族委員會副主任委員，第九屆全國人大常委會委員、全國人大農業與農村委員會副主任委員。
2007年10月19日在北京逝世，終年76歲。

## 著作
伍精华著有两本重要的关于中国少数民族政策之书籍：
- 《我们是这样走过来的：凉山的变迁》 民族出版社  ISBN 9787105051854  出版时间：2002-9-1 页数：464 字数：240000
- 《新时期民族工作的理论与实践》 民族出版社ISBN：9787105041329 出版时间：2000-10-1  页数：443  字数：350000